# Montaña de Montagut
Montaña de Montagut (literalmente Monte Agudo) es un Lugar de Importancia Comunitaria situado en la provincia de Tarragona, Comunidad Autónoma de Cataluña, España, situada en el municipio de Querol en la comarca del Alto Campo. En su cima se puede encontrar un vértice geodésico (referencia 271125001).